# Рашид Хамад Аль Адвані
Рашид Хаммад Аль-Адвані (нар. 12 січня 1964, Ель-Кувейт) — кувейтський дипломат. Надзвичайний і Повноважний Посол Держави Кувейт в Україні.

## Життєпис
Народився 12 січня 1964 в місті Ель-Кувейт. У 1991 році отримав ступінь магістра міжнародних відносин у Київському університет ім. Т. Шевченка; У 2005 докторський ступінь з міжнародних відносин, Дипломатична академія МЗС Російської Федерації.
З 4 квітня 1993 року — дипломатичний аташе в Міністерстві закордонних справ Кувейту, Європейський департамент;
З серпня 1994 року — дипломатичний аташе у Посольстві Держави Кувейт в Російській Федерації (Москва);
З серпня 1997 року — третій секретар в Посольстві Держави Кувейт в Канаді (Оттава);
З серпня 1999 року — Посольство Держави Кувейт в Алжирський Народній Демократичній Республіці;
З 2002 року — другий секретар в Посольстві Держави Кувейт в РФ;
З 2005 року — Посольство Держави Кувейт в Королівстві Саудівська Аравія (Ер-Ріяд);
З 2007 року — перший секретар Посольства Держави Кувейт в Республіці Корея (Сеул);
З 2011 року — радник Посольства Держави Кувейт в Україні (Київ);
З 2012 року — заступник голови Європейського департаменту в МЗС Кувейту;
З 2015 року — заступник помічника міністра у справах країн Європи в МЗС Кувейту;
З 5 жовтня 2016 року — Надзвичайний і Повноважний Посол Держави Кувейт в Україні.
6 жовтня 2016 року — вручив вірчі грамоти Президенту України Петру Порошенку.